# 广阳镇 (铜川市)
广阳镇，是中华人民共和国陕西省铜川市印台区下辖的一个乡镇级行政单位。
2015年，陕西省民政厅批复同意撤销高楼河镇，并入广阳镇。

## 行政区划
广阳镇下辖以下地区：
一五三厂社区、鸭口社区、徐家沟社区、陶贤村、上马村、广阳村、刘家沟村、西固村、四联村、武伍村、井家堡村、井家塬村、任家塬村、东坡社区、胜利村、贾家塬村、栗园村、李杨沟村、洞子沟村、三联村、四兴村、水利村和郗家塬村。